# لماذا تفشل الأمم
لماذا تفشل الأمم: أصول السلطة والازدهار والفقر (بالإنكليزية: Why Nations Fail: The Origins of Power, Prosperity, and Poverty) هو كتاب غير خيالي كتبه الاقتصادي التركي-الأمريكي دارون عجم أوغلو من معهد ماساتشوستس للتكنولوجيا والعلوم السياسية وجيمس روبنسون من جامعة هارفارد. يتكلم الكتاب عن نظريات الاقتصاديات المؤسسية، اقتصاديات التنمية والتاريخ الاقتصادي وذلك للإجابة عن السؤال لماذا الدول تنمو بشكل مختلف، حيث نجح البعض منها في مراكمة القوة والازدهار، في حين فشل بعضها الآخر.
الكتاب يرفض تقسيم الأمم إلى غنية وفقيرة وفقاً لعوامل الجغرافيا والمناخ والثروات الطبيعية، وإنما يعيد ذلك إلى المؤسسات الاقتصادية والسياسية التي أنتجتها الأمم نفسها.
يدير الكاتب أيضا موقعا الكترونيا في شبكه الإنترنيت (بالإضافة إلى مدونة فعالة) حول موضوعات الكتاب.